# Gare de Bar-le-Duc
Gare de Bar-le-Duc – stacja kolejowa w Bar-le-Duc, w departamencie Moza, w regionie Grand Est, we Francji.
Stacja została otwarta w 1851 przez Compagnie du chemin de fer de Paris à Strasbourg, a w roku 1854 należała do Compagnie des chemins de fer de l’Est. Obecnie należy do Société nationale des chemins de fer français (SNCF) oraz obsługiwana jest przez pociągi TGV i TER Lorraine.